# Eburia concisispinis
Eburia concisispinis är en skalbaggsart som beskrevs av Fisher 1941. Eburia concisispinis ingår i släktet Eburia och familjen långhorningar. Inga underarter finns listade i Catalogue of Life.